# Некрасовщина
Некрасовщина — деревня в Кичменгско-Городецком районе Вологодской области.
Входит в состав Енангского сельского поселения, с точки зрения административно-территориального деления — в Нижнеенангский сельсовет.
Расстояние по автодороге до районного центра Кичменгского Городка — 54 км, до центра муниципального образования Нижнего Енангска — 3 км.
По данным переписи в 2002 году постоянного населения не было.